# Cissus apendiculata
Cissus apendiculata är en vinväxtart som beskrevs av J. A. Lombardi. Cissus apendiculata ingår i släktet Cissus och familjen vinväxter. Inga underarter finns listade i Catalogue of Life.